# Vespula orbata
Vespula orbata är en getingart som först beskrevs av François du Buysson 1902.  Vespula orbata ingår i släktet jordgetingar, och familjen getingar. Inga underarter finns listade i Catalogue of Life.